# Sumber Bandung
Sumber Bandung is een bestuurslaag in het regentschap Pringsewu van de provincie Lampung, Indonesië. Sumber Bandung telt 1323 inwoners (volkstelling 2010).